# Anton Coșa

Anton Coșa (n. 23 noiembrie 1961, Valea Mare, comuna Faraoani, regiunea Bacău) este un cleric romano-catolic român de origine ceangăiască, care îndeplinește în prezent funcția de episcop al Diecezei Romano-Catolice de Chișinău.

## Biografie
Anton Coșa s-a născut la data de 23 noiembrie 1961 într-o familie de agricultori, în satul Valea Mare din comuna Faraoani, aflată pe atunci în regiunea Bacău. Familia sa a mai dat alți doi frați preoți, pr. Eduard Coșa de la Bacău și pr. Francisc Coșa de la București.
A urmat studiile primare în satul natal, iar apoi studiile liceale în comuna Hemeiuș din județul Bacău. După încheierea studiilor de filozofie și teologie la Seminarul mic, în anul 1979 a intrat ca student la Seminarul Romano-Catolic „Sf. Iosif” din Iași. A fost hirotonit preot în data de 25 iunie 1989 în Catedrala Adormirea Maicii Domnului din Iași, de către episcopul Ioan Robu de la București. 
În perioada 1 august 1989 - 6 decembrie 1990 Anton Coșa a fost preot vicar în orașul Roman din județul Neamț. În data de 10 decembrie 1990 a fost trimis în Republica Moldova, ca preot vicar al Parohiei „Providența Divină” din Chișinău. La început a locuit în turnul bisericii parohiale (actuala catedrală). În perioada 1 octombrie 1991 - 5 ianuarie 1994 a fost preot paroh al Parohiei „Providența Divină” din Chișinău. 
La data de 28 octombrie 1993 a fost înființată Administratura Apostolică a Bisericii Catolice din teritoriile actuale ale Republicii Moldova. Tot atunci, Pr. Anton Coșa, parohul bisericii "Providența Divină” din Chișinău, a fost numit administrator apostolic "ad nutum Sanctae Sedis" pentru Administratura Apostolică de Moldova. 
La data sosirii sale în Republica Moldova, numărul credinioșilor romano-catolici era foarte mic. "Una dintre marile mele decepții la începuturile activității mele în Basarabia a fost numărul extrem de redus de credincioși care frecventau Biserica. (...) Am venit in Republica Moldova după exact un an de preoție, la Roman, în județul Neamț. Aveam 29 de ani, iar ceea ce am găsit aici nu a corespuns exact speranțelor mele. Plecam din zona Bacău-Roman, o zonă catolică religioasă profund, unde bisericile erau pline și in timpul zilei, și peste săptămănă, nu doar la liturghia de duminică. Duminica erau chiar trei slujbe. Ajungând aici, la prima mea liturghie mai solemnă, în seara de Crăciun, abia am avut câțiva credincioși în biserică. A fost pentru mine o mare dezamăgire. Am realizat însă repede că aici trebuia să fac totul altcumva".
De la sosirea sa în Republica Moldova, pr. Anton Coșa a căutat cu prioritate mijloace ca pretutindeni unde există un mic grup de credincioși să construiască ori să adapteze case pentru biserică. Așa s-a întâmplat în satele Crețoaia și Stăuceni, în orașele Tighina, Tiraspol și Râbnița. Efectul imediat a fost creșterea numărului de credincioși. În alte localități au fost chiar credincioșii care au pus la dispoziția comunității care se forma o casă în care s-a adaptat o capelă, ca de exemplu în Piervomaisc, Rîșcani, Ivanovka, Petropavlovka, Mateuți.
Depășind o primă fază de formare, unele comunități au reușit să construiască, să mărească ori să restaureze propriile biserici ca în cazul Stăuceni, Stârcea, Petropavlovka, Râșcov, Râbnița, Tighina. La Râbnița se află în constructie într-o fază destul de avansată o biserică foarte frumoasă. În această perioada a reușit să construiască și un Centru Administrativ Social în care a organizat Curia, centrul parohial, precum și o casă pentru oaspeți. Asemenea case s-au construit și în alte localități, desigur în alte proporții, precum la Bălți, Stârcea, Râșcov, Râbnița. Au fost construite sau amenajate case pentru surorile care s-au stabilit pe teritoriul noii dieceze: la Crețoaia, Stăuceni, Chișinău, Bălți, Râbnița, Râșcov, Sloboda.
Mons. Anton Coșa s-a implicat și pe plan social, promovând proiecte de asistență. A deschis biroul național Caritas Moldova, care colaborează cu caritas-urile parohiale încercând să sprijine proiectele lor. La Chișinău se află în construcție un centru social pentru bătrâni care va funcționa sub conducerea Surorilor Providenței. În unele parohii funcționează cantine sociale, grădinițe de copii, farmacii și cabinete medicale. 
Cea mai mare parte a activităților este organizată pe bază de voluntariat, o atenție deosebită acordându-se formării lor. În acest sens, începând din toamna anului 1999, s-a deschis un Institut Catehetic, deocamdată experimental, la care participă în jur de 30 de persoane din diferite parohii.

## Episcop de Chișinău
În ziua de 30 octombrie 1999, Mons. Anton Coșa, administrator apostolic „ad nutum Sanctae Sedis" pentru Administratura Apostolică de Moldova din 28 octombrie 1993, a fost numit episcop titular de Pesto. La data alegerii sale ca episcop, în anul 1999, Administratura Apostolică a Bisericii Romano-Catolice din Republica Moldova avea în componența ei 10 parohii și șase filiale, iar în alte 10 localități unde locuiesc mici grupuri de familii de catolici se desfășoară o activitate pastorală mai redusă. În total existau aproximativ 20.000 de credincioși pentru care activau 13 preoți (3 moldoveni, 2 români, 1 german și 7 polonezi) și 21 de surori.
Liturghia de consacrare a sa ca episcop, alături de alți 11 noi episcopi, a avut loc pe 6 ianuarie 2000 la Roma, în Basilica San Pietro, fiind celebrată de către Papa Ioan Paul al II-lea, asistat de către arhiepiscopul Giovanni Battista Re din cadrul Curiei Romane și de arhiepiscopul Marcello Zago, secretar al Congregației pentru Evanghelizarea Popoarelor din cadrul Curiei Romane. Liturghia inaugurală ca episcop a Monseniorului Anton Coșa s-a ținut la Chișinău pe 15 ianuarie 2000. 
La data de 27 octombrie 2001, Administratura Apostolică de Moldova a fost ridicată de către Sf. Scaun la rangul și demnitatea de Dieceză, prin constituția apostolică “Sollicitus de spirituali bono” („Preocupat de binele spiritual”), iar administratorul apostolic Anton Coșa a fost numit episcop de Chișinău. Oficial acest eveniment a fost proclamat în mod solemn în ziua de 8 decembrie 2001 în cadrul Sfintei Liturghii pontificale prezidate de episcopul Karl-Josef Rauber, pe atunci nunțiu apostolic în Republica Moldova. 
La 20 august 2002 Guvernul Republicii Moldova printr-un ordin a aprobat modificările și completările operate în Statutul Administraturii Apostolice din Republica Moldova și a recunoscut oficial Episcopia Romano-Catolică de Chișinău. 
Crearea Episcopiei de Chișinău reprezintă pentru Biserica Catolică din Moldova o nouă etapă în dezvoltarea ei. În prezent Episcopia de Chișinău cuprinde 17 parohii (din care una este greco-catolică), 8 filiale, 20.000 de credincioși. Activitatea pastorală în parohii este asigurată de către cei 31 preoți, din care 13 sunt călugări. În parohiile din cadrul diecezei activează 35 de călugărițe, care se ocupă de catehizare, educația copiilor și tinerilor, activități sociale.

## Stema episcopală
Stema episcopală a PS Anton Coșa are ca motto: „Omnia in Christo" (Totul în Cristos). A căutat un verset care să impulsioneze angajamentul său pentru unitatea Bisericii, unitatea între creștini și, într-un chip cu totul deosebit, unitatea Bisericii din Republica Moldova, atât de „pestriță" din punct de vedere al componenței. 
De aceea, s-a oprit la „Omnia in Christo" - readucerea tuturor sub un singur cap, Cristos. Cât privește stema, pe fundalul celor trei culori naționale, roșu, galben și albastru, a voit să pună trei elemente importante care definesc misiunea sa: steaua, care o reprezintă pe preacurata Fecioară Maria, steaua mării. Maria este Maica Bisericii și a vrut s-o propună ca patroană pentru Administratura de Chișinău. Maria este și patroana Mișcării „Opera Mariei" în care el personal a găsit multă lumină și mângâiere. 
Culoarea galbenă a stelei, precum și fondul de culoare albastră, indică cerul și măreția lui Dumnezeu, în care Maria trăiește deja. Capul de zimbru, inclus și în stema actualei Republici Moldova, indică teritoriul pentru care a fost destinat să-și exercite ministerul episcopal. Culoarea galbenă, de fond, vrea să spuna că scopul Bisericii este acela de a umple lumea cu lumină. Cele doua chei încrucișate sunt simbolul Sfântului Petru și al ministerului petrin. Culoarea argintie a cheilor indică slujirea Bisericii care se adresează lumii, iar culoarea roșie de fond, că această slujire trebuie făcută în Duhul lui Dumnezeu, în Duhul iubirii.